# 大庭氏
大庭氏，中国远古时代氏族首领名，关于大庭氏的记载有两种说法。一说大庭氏即炎帝的別號。另一说，大庭氏不同于炎帝。根据《帝王世纪》的记载，大庭氏在女娲氏之后，在柏皇氏之前。属于伏羲氏系统的君主。伏羲氏系统太昊到无怀氏有十六个君主，神农氏系统从炎帝到帝榆罔八个君主。